# Fetichismo da mercadoria
Fetichismo da mercadoria é a percepção das relações sociais envolvidas na produção, não como relações entre as pessoas, mas como as relações econômicas entre o dinheiro e as commodities negociadas no mercado. Sendo assim, o fetichismo da mercadoria transforma os aspectos subjetivos (abstração de valor econômico) em objetivos (coisas reais que as pessoas acreditam ter valor intrínseco).

## Conceito
De acordo com a crítica de Karl Marx no âmbito da economia política, o fetichismo da mercadoria surge como um fenômeno social e psicológico onde as mercadorias aparentam ter vontade independente de seus produtores. Em O Capital (volume 1), Marx explica o fetichismo da mercadoria:
Segundo Marx, o fetichismo é uma relação social entre pessoas, mediada por coisas. O resultado é a aparência de uma relação direta entre as coisas e não entre as pessoas. As pessoas agem como coisas e as coisas, como pessoas.
No caso da produção de mercadorias, ocorre que a troca de mercadorias é a única maneira na qual os diferentes produtores isolados de mercadorias se relacionam entre si. Dessa maneira, o valor das mercadorias é determinado de maneira independente dos produtores individuais, e cada produtor deve produzir sua mercadoria em termos de satisfação de necessidades alheias. Disso resulta que a mercadoria mesma (ou o mercado) parece determinar a vontade do produtor e não o contrário.
Marx afirma que o fetichismo da mercadoria é algo intrínseco à produção de mercadorias, já que na sociedade capitalista, o processo de produção se autonomiza com relação à vontade do ser humano. Tal autonomia desaparecerá apenas quando o ser humano controlar de maneira consciente o processo de produção, numa livre associação de indivíduos, o que só é possível de ser feito abolindo a propriedade privada dos meios de produção e transformando-os em propriedade coletiva; acabando com o caráter mercantil dos bens e preservando somente seu valor de uso. Isso significa uma revolução nas relações de produção e de distribuição dos meios de vida.[carece de fontes?]
Marx também argumenta que a economia política clássica não pode sair do fetichismo da mercadoria, pois considera a produção de mercadorias como um dado natural e não como um modo de produção histórico e, portanto, transitório.
Desse fetichismo que se dá na produção e na troca de mercadorias resulta a sobrestimação teórica do processo de troca sobre o processo de produção. Daí o culto ao mercado de parte de alguns economistas, que consideram a oferta e a procura como as determinações fundamentais do preço das mercadorias.

## Desenvolvimento posterior do conceito
Após Marx, vários autores posteriormente retomam o tema, como Adorno, que se aprofunda no tema aplicado às artes, principalmente à música e cinema, e depois Guy Debord, na sua análise da Sociedade do Espetáculo, mostrando que o fetiche de mercadoria, na atual situação do capitalismo foi levado muito além do que era no tempo de Marx.